# Qutayba ben Muslim
Pour les articles homonymes, voir Abu Muslim.
Qutayba ben Muslim (en arabe : qutayba ben muslim ben ʿamrū ben al-amīr ʾabū ḥafṣ al-bāhilī,
قتيبة بن مسلم بن عمرو بن حصين بن الأمير أبو حفص الباهلي), également connu sous le nom de Qutaibah Ibn Muslim Al-Baheli (né en 669 à Bassora - mort en 715), était un général musulman arabe, né en Irak, gouverneur de la province de Khorassan à partir de 705.

## Biographie
Né vers 668 a Bassorah, il est issu de la tribu Bahila (en), une tribu arabe qaysites.
Dès le début de son gouvernement, Qoutayba entreprend une expédition contre le Tokharestan, alors gouverné par une dynastie turque bouddhiste, issue de la famille royale des Turcs occidentaux. Il profite des dissensions locales pour intervenir au Khwarezm et en Sogdiane. De 706 à 709, il mène des campagnes contre le royaume irano-turc de Boukhara qui est vassalisé en 709, malgré une première intervention du kaghan Mo-tcho, qui envoie son neveu Kul-tégin. Il semble que celui-ci soit battu entre Boukhara et Merv. L’héritier du trône de Boukhara Tougchada se rallie apparemment à l’islam et règne de 710 à 739.
Le souverain de Samarkand négocie la paix en 709, contre un tribut et des otages, mais il est renversé par ses sujets et remplacé par Ikhchedh Ghourek. Qoutayba prend Samarkand en 712, après un long siège, après avoir battu les Turcs de Tachkent et du Ferghana. Les Köktürks conduits par Kul-tégin interviennent une nouvelle fois et occupent toute la Sogdiane où les Arabes ne tiennent plus que Samarkand, mais dès 713 Qoutayba les chasse. Après la victoire, Ghourek doit accepter la suzeraineté omeyyade et Samarkand reçoit une garnison arabe.
En 712-713, Qoutayba envoie une expédition punitive contre Tachkent et avance lui-même en Ferghana vers Khodjent. Tachkent est prise en 714. D’après Tabari, Qoutayba aurait marché jusqu’à Kachgar, qui fait alors partie de l’empire chinois des Tang. En 715, alors qu’il est de nouveau en campagne au Ferghana, il est assassiné, avec d'autres membres de sa famille, par ses propres troupes pour avoir refusé de reconnaître le nouveau calife.